# Источно од Рајха
Источно од рајха је представа Индексовог позоришта. Представу је режирао Иван Лауренчић.

## Улоге
- Бранислав Петрушевић
- Драгољуб С. Љубичић
- Слободан Бићанин
- Ранко Горановић
- Војислав Жанетић
- Милан Пантарић